# Glorious: The Singles 97-07
Glorious: The Singles 97-07 é a primeira coletânea musical da cantora ítalo-australiana Natalie Imbruglia. Foi lançada oficialmente em 2007, celebrando dez anos do lançamento de seu multiplatinado álbum de estreia Left of the Middle.

## Lançamento
A gravadora planejava lançar um álbum de grandes êxitos de Natalie desde o término da promoção de seu terceiro álbum Counting Down the Days, no final de 2005. O quarto álbum da cantora já estava produzido, no começo de 2007, quando em 23 de junho deste ano foi anunciado, por meio de sua página oficial no site Myspace, o lançamento da compilação, que traria as faixas inéditas "Glorious" e "Be With You".
A coletânea foi lançada em setembro de 2007 no Reino Unido, incluindo todos os singles lançados pela cantora desde "Torn" (1997) até o novo single "Glorious" e ainda mais 4 canções inéditas. Uma versão limitada, contendo um DVD bônus com todos os videoclipes de Natalie, também foi lançada.
No Japão, a gravadora ainda tentou um novo single, com a faixa "Be With You", mas que acabou não sendo lançado comercialmente.

### Promoção
A cantora fez uma pequena turnê promocional, divulgando o single "Glorious" em rádios e televisões na Europa e na Austrália. Além disto, realizou uma série de shows para divulgação da coletânea, no segundo semestre de 2007. 
A turnê incluiu apresentações acústicas no Reino Unido e outros países europeus, contando também com a gravação de um EP acústico ao vivo em Londres, lançado exclusivamente pela iTunes Store como parte da série Live from London.

## Recepção pela crítica
| Críticas profissionais | Críticas profissionais |
| Avaliações da crítica  | Avaliações da crítica  |
| Fonte                  | Avaliação              |
| ---------------------- | ---------------------- |
| AllMusic link          | 3.5 de 5 estrelas.     |
| Digital Spy link       | 3 de 5 estrelas.       |

A coletânea teve uma recepção, no geral, positiva pela crítica especializada, especialmente pela comemoração de 10 anos de carreira da cantora. 
Gemma Padley, da BBC, disse que "a coletânea é recheada do pop rock leve, ensolarado de Natalie".

## Faixas
CD (Internacional)
1. "Glorious" (Crispin Hunt, Natalie Imbruglia) – 3:25
2. "Counting Down the Days" (Imbruglia, Matt Prime) – 4:09
3. "Torn" (Scott Cutler, Anne Preven, Phil Thornalley) – 4:06
4. "Wrong Impression" (Gary Clark, Imbruglia) – 4:15
5. "Smoke" (Matt Bronleewe, Imbruglia) – 4:32
6. "Shiver" (Imbruglia, Shep Solomon, Eg White) – 3:43
7. "Wishing I Was There" (Colin Campsie, Imbruglia, Thornalley) – 3:52
8. "That Day" (Imbruglia, Patrick Leonard) – 4:43
9. "Big Mistake" (Mark Goldenberg, Imbruglia) – 4:34
10. "Beauty on the Fire" (Clark, Imbruglia, Mat Wilder) – 4:15
11. "Be With You" (Clark, Imbruglia, Daniel Johns) – 3:42
12. "Amelia" (Ben Hillier, Imbruglia, David McCracken) – 4:23
13. "Against the Wall" (Clark, Imbruglia, Johns) – 3:45
14. "Stuck on the Moon" (Clark, Imbruglia, Johns) – 3:36
15. "Identify" (Billy Corgan, Mike Garson) – 4:45 (Faixa bônus da versão digital)

DVD Bônus
1. "Torn"
2. "Big Mistake"
3. "Wishing I Was There" (UK Version)
4. "Wishing I Was There" (US Version)
5. "Smoke"
6. "That Day"
7. "Wrong Impression"
8. "Beauty on the Fire"
9. "Shiver"
10. "Counting Down the Days"
11. "Glorious"

## Paradas musicais
A coletânea estreou na posição #5 da lista de vendas no Reino Unido, tendo sido certificada como disco de ouro ao final do ano de 2007.
| Parada (2007)                       | Posição |
| ----------------------------------- | ------- |
| Austrália (ARIA)                    | 40      |
| Bélgica (Ultratop Flandres)         | 75      |
| Bélgica (Ultratop Valônia)          | 37      |
| European Top 100 Albums             | 16      |
| Irlanda (IRMA)                      | 14      |
| Itália (FIMI)                       | 19      |
| Escócia (Official Scottish Albums)  | 10      |
| Espanha (PROMUSICAE)                | 88      |
| Suíça (Schweizer Hitparade)         | 28      |
| Reino Unido (Official Albums Chart) | 5       |